# Dipterus
A Dipterus az izmosúszójú halak (Sarcopterygii) osztályának tüdőshalalakúak (Ceratodontiformes) vagy Dipterida rendjébe, ezen belül a fosszilis Dipteridae családjába tartozó nem.
Családjának a névadó típusneme.
Egyes rendszerezések szerint nem tartozik a tüdőshalalakúak rendjébe, hanem a tüdőshalak (Dipnoi) alosztályán belül annak egy másik fosszilis csoportjába.

## Előfordulásuk
A Dipterus-fajok a középső devon korban, azaz eifeli és giveti korszakok idején, körülbelül 397,5-385,3 millió évvel ezelőtt éltek. Maradványaikat Európában és Észak-Amerikában találták meg.

## Megjelenésük
Áramvonalas testük hosszú és karcsú volt. Testüknek hátsó részén két hátúszó, mögötte pedig nagy farokúszó emellett két pár és egy egyedüli hasi úszója volt; hasonlíthattak a ma is élő ausztráliai tüdőshalra (Neoceratodus forsteri), azonban a mai haltól eltérően a farokúszójuk nem volt összeforrva a has alatti úszóval és a második hátúszóval. A legnagyobb testhosszuk 35 centiméter lehetett. Bár mászásra alkalmas végtagjai voltak nem tekinthető a szárazföldi gerincesek őseinek.

## Életmódjuk
Valószínűleg mint a mai tüdőshalak, képesek voltak magukat az iszapba ásva hosszabb ideig túlélni. Édesvízben éltek, széles lemezszerű fogaikkal megragadták majd összeroppantották zsákmányukat.

## Rendszerezés
A nembe az alábbi 5 faj tartozik:
- †Dipterus contraversus Hay, 1899
- †Dipterus crassus Gross, 1933
- †Dipterus macropterus (Traquair, 1888)
- †Dipterus serratus (Eichwald, 1844)
- †Dipterus valenciennesi Sedgwick & Murchison, 1828 - típusfaj

### Fordítás
- Ez a szócikk részben vagy egészben  a   Dipterus című angol Wikipédia-szócikk ezen változatának fordításán alapul.  Az eredeti cikk szerkesztőit annak laptörténete sorolja fel. Ez a jelzés csupán a megfogalmazás eredetét és a szerzői jogokat jelzi, nem szolgál a cikkben szereplő információk forrásmegjelöléseként.